# Грубин, Франтишек
Франтишек Грубин (чеш. František Hrubín; род. 17 сентября 1910 г. Прага — ум. 1 марта 1971 г. Ческе-Будеёвице) — чехословацкий писатель

, поэт и киносценарист.

## Жизнь и творчество
Детские и юношеские годы Грубин провёл в городке Лешаны над Сазавой. После окончания гимназии в Праге он поступил в Карлов университет, где изучал философию и теологию. В 1932 году прервал учёбу в университете, и с 1934 года работал в пражской Городской библиотеке, и позднее — в министерстве по делам печати. С 1946 года и до своей смерти в 1971 был профессиональным писателем. Грубин был одним из основателей детского журнала «Тимьян /Материнка» (Mateřídouška) и с 1945 по 1950 год занимал должность его редактора. Издавался под псевдонимами B. Červený, K. Vlášek, Rafael, Ivan Hrubín, J. Hrubín.
Совместно с Ярославом Сейфертом, Грубин, всю жизнь остававшийся членом коммунистической партии, подвергал критике вмешательство политики в дела литературы в социалистической Чехословакии и выступал в поддержку арестованных по политическим мотивам писателей. Это привело к запрету на издание его произведений, вскоре, однако, смягчённому: в Чехословакии по-прежнему выходили его переводы и написанные им книги для детей.

Строчки из стихотворения автора "Еще не осень!" "Мой гроб еще шумит в лесу, он дерево, он нянчит гнезда" стали вирусными в русскоязычном сегменте интернета и получили большую известность также и в оффлайне.
Еще не осень! Если я
Терплю, как осень терпит лужи,
Печаль былого бытия,
Я знаю: завтра будет лучше.
Я тыщу планов отнесу
На завтра: ничего не поздно.
Мой гроб еще шумит в лесу.
Он – дерево. Он нянчит гнезда.
Я, как безумный, не ловлю
Любые волны. Все же, все же,
Когда я снова полюблю,
Вновь обезумею до дрожи.
Я знаю, что придет тоска
И дружбу, и любовь наруша,
Отчаявшись, я чужака –
В самом себе я обнаружу.
Но в поединке между ним
И тем во мне, кто жизнь прославил,
Я буду сам судьей своим.

И будет этот бой неравен.
Похоронен на Вышеградском кладбище.

## Сочинения

### Поэзия
- Zpíváno z dálky — 1933
- Krásná po chudobě — 1935
- Země po polednách — 1937
- Včelí plást — 1940
- Země sudička — 1941
- báseň Jobova noc — 1945
- Říkejte si se mnou — 1943
- Hirošima — 1948
- Proměna — 1957
- Romance pro křídlovku — 1962
- Zlatá reneta — 1964

### Драматургия
- Воскресенье в августе (Srpnová neděle) — 1958
- Хрустальная ночь (Křišťálová noc) — 1961

### Детская литература
- Špalíček pohádek — 1957

## Издания на русском языке
- Сказки тысячи и одной ночи. Прага: Артия, 1967
- Романс для корнета [стихотворения и поэмы]. М.: Прогресс, 1970

## Фильмография
- 1957: Тайна острова Бэк-Кап (Vynález zkázy)
- 1966: Романс для кларнета (Romance pro křídlovku)
- 1978: Красавица и чудовище (Panna a netvor)